# Praça dos Museus
A Praça dos Museus (neerlandês: Museumplein; pronúncia local: [myˌzeːjʏmˈplɛin]) é um espaço público localizado na parte sul da cidade de Amsterdã, nos Países Baixos. Estão em volta da praça o Museu Nacional (Rijksmuseum), Museu Van Gogh e Museu Stedelijk, além da Concertgebouw. No inverno, sua lagoa é transformada em pista para patinação no gelo. A praça é também usada para a realização de eventos de grande porte como festivais, celebrações e manifestações, inclusive o festival cultural Uitmarkt.

## História
A área abrigava originalmente uma fábrica de velas e era também encoberta por prado pantanoso. A construção do logradouro público teve início após a conclusão do prédio principal do Museu Nacional, em 1885, e teve plano urbanístico de Pierre Cuypers, o o célebre arquiteto do museu. Em 1883, a área foi o local da Exposição Internacional Colonial e de Exportação.
Os alemães nazistas construíram cinco búnqueres na praça, durante a Segunda Guerra Mundial. Após a guerra, os búnqueres foram demolidos.
Durante a segunda metade do século XX, mais precisamente em 1952, uma curta rodovia cortava a praça no meio. Na rodovia a velocidade máxima permitida era de 50 km/h, porém, os autombilistas circulavam em excesso de velocidade, o que representava um risco para os pedestres.
Aproximadamente quarenta e cinco anos depois, em 1997, a prefeitura criou uma área verde urbana no local.
Em 1999, a Praça dos Museus foi totalmente remodelada a partir do plano do arquiteto paisagista dinamarquês Sven-Ingvar Andersson. Após a remodelação, a praça passou a incluir um supermercado subterrâneo da rede Albert Heijn e também vagas de estacionamento subterrâneas.
Em 2014, o então presidente norte-americano Barack Obama desembarcou no Aeroporto de Schiphol e lá entrou num helicóptero, que pousou depois na Praça dos Museus. Na praça, Obama entrou no carro presidential The Beast, que o levou até o Rijksmuseum, onde ele foi admirar as famosas pinturas do museu, entre as quais A Ronda Noturna.
Em 31 de dezembro de 2022 e 1 de janeiro de 2023, foi realizado na praça um show de luzes, com projeções no prédio do Museu Van Gogh, assim como um show de fogo de artifícios elétricos para comemorar a chegada do Ano Novo.

## Edificações próximas
- Consulado-Geral dos Estados Unidos
- Concertgebouw
- Museu Stedelijk
- Museu Van Gogh[10]
- Museu do Diamante
- Coster Diamonds
- Rijksmuseum[10]
- Museu Moco
- filial do Banco Industrial e Comercial da China (ICBC)

## Galeria

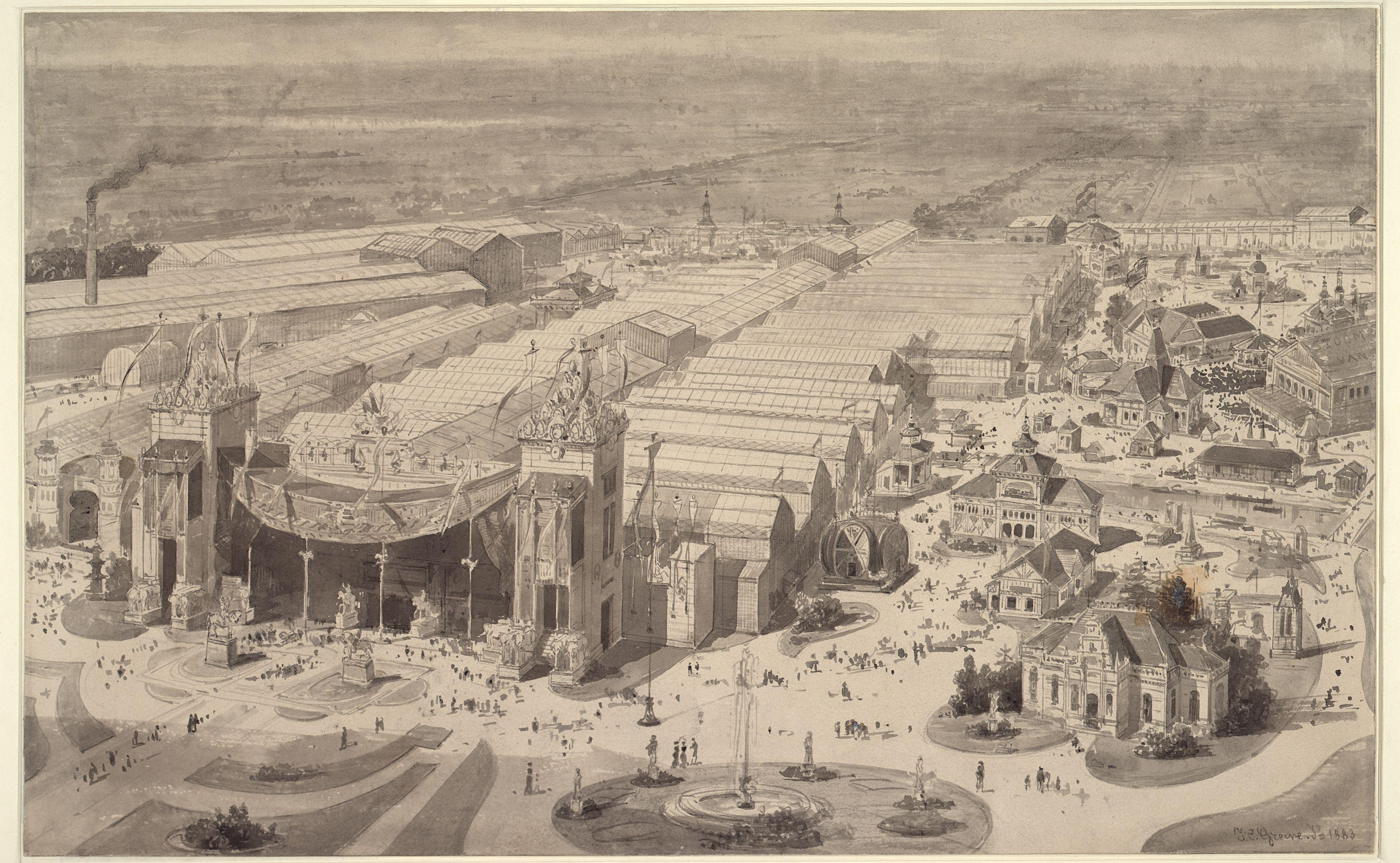
Exposição Internacional Colonial e de Exportação em 1883
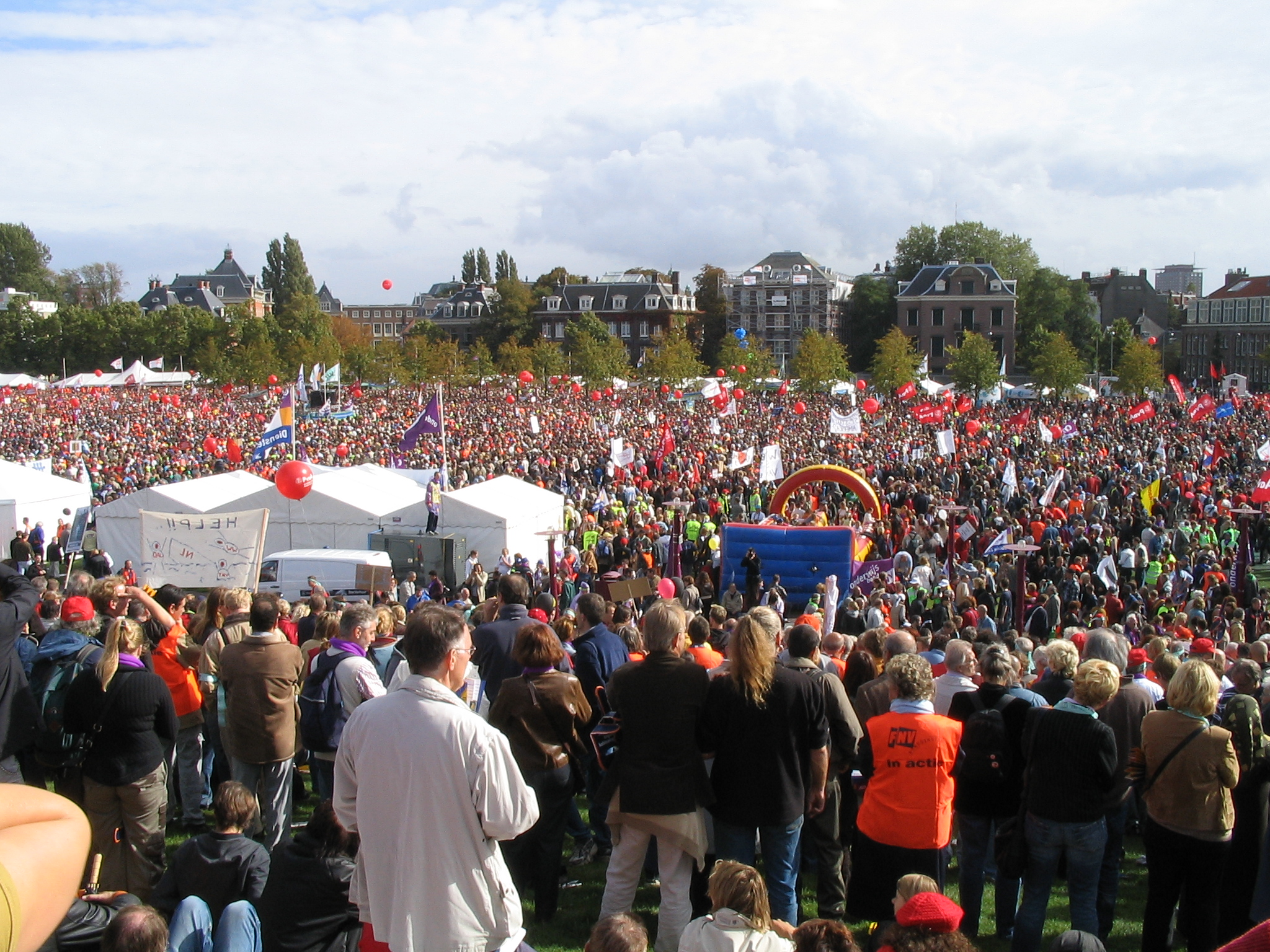
Protesto contra políticas governamentais em 2004
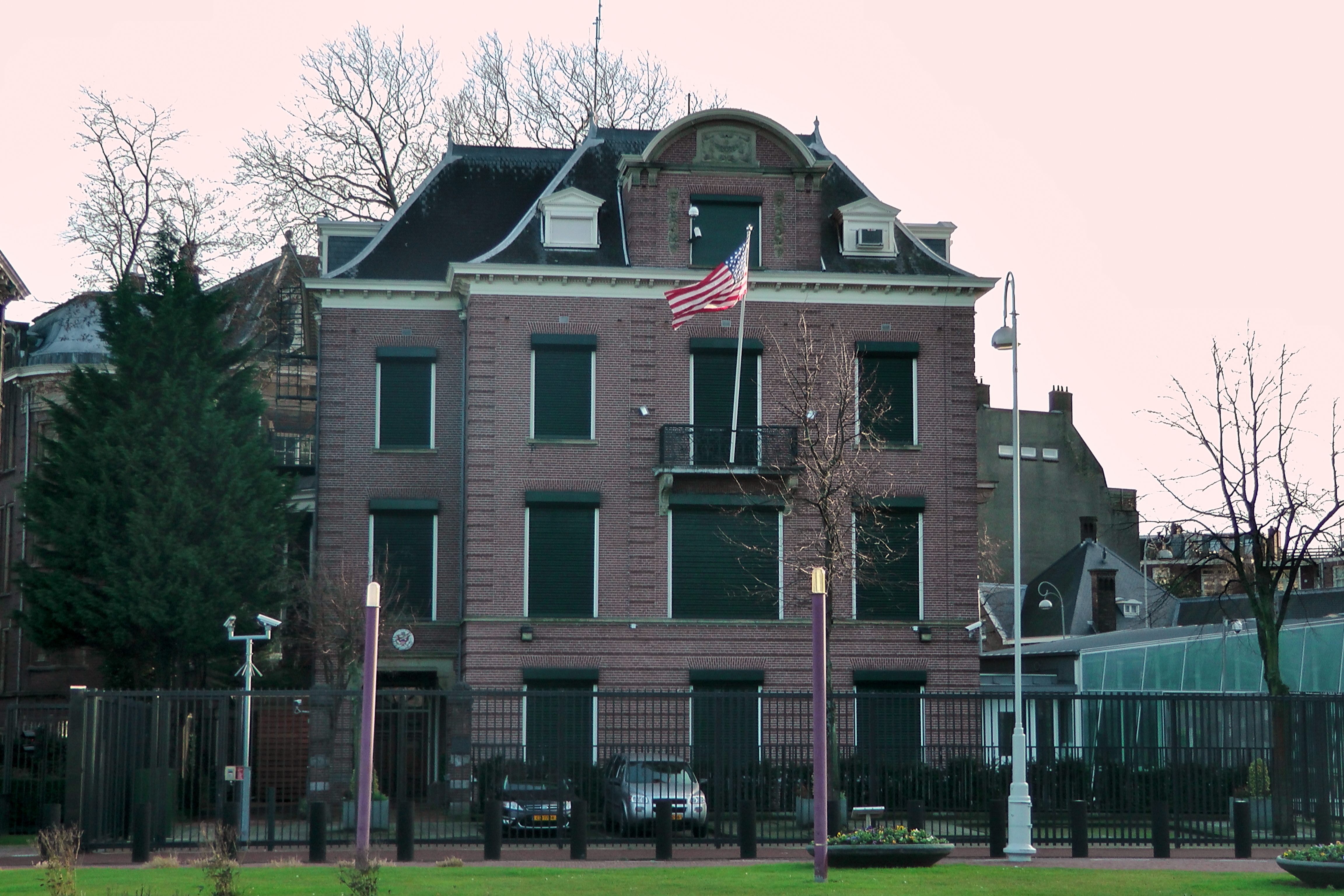
Consulado-Geral dos Estados Unidos em Amsterdã
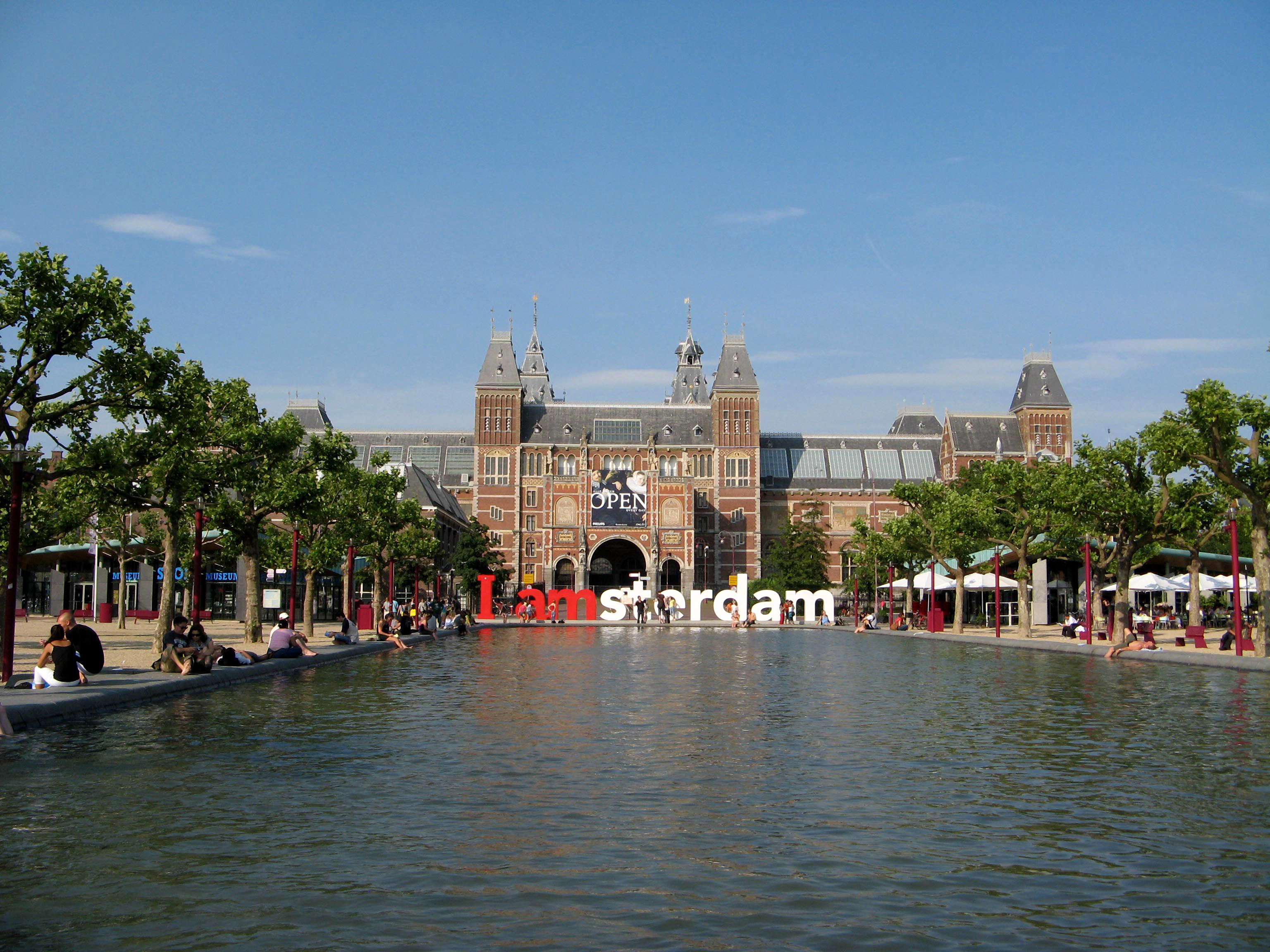
Letreiro I Amsterdam
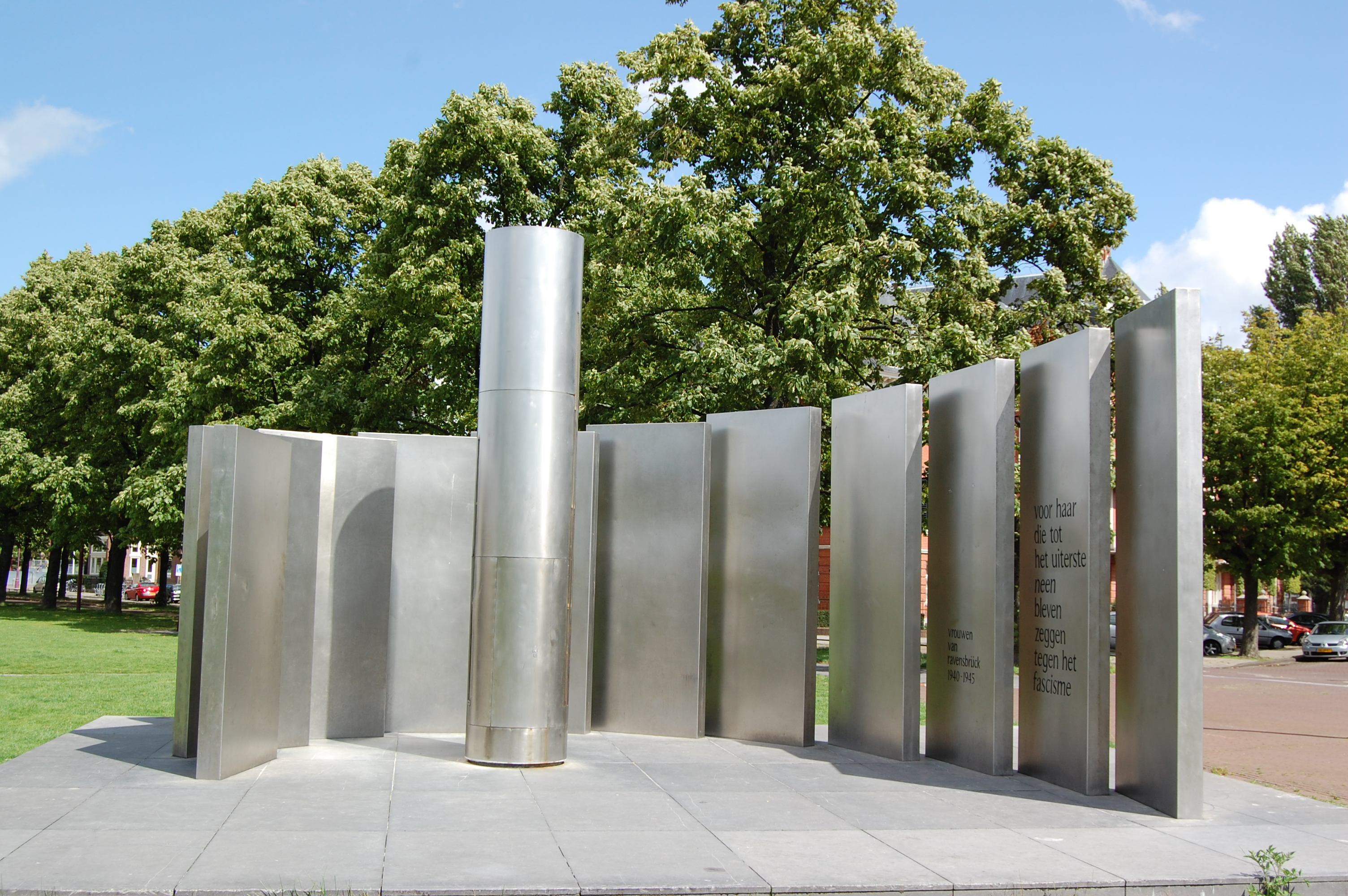
Monumento para as vítimas do campo de concentração de Ravensbrück